# Elite Model Management
Elite Model Management, spesso abbreviata semplicemente con il nome Elite, è una agenzia di moda facente parte del gruppo EWG (Elite Model Group) e fondata a Parigi nel 1972 da John Casablancas e Alain Kittler.

## Descrizione
La Elite gestisce oltre 2 000 tra modelle e modelli provenienti da tutto il mondo grazie ad un network di 20 agenzie nelle principali capitali delle Fashion Weeks (Parigi, Londra, Milano e New York) e nelle città più strategiche per lo scouting e per lo sviluppo commerciale.
Ogni anno, a partire dal 1983, viene organizzato un concorso chiamato Elite Model Look cui partecipano ogni anno centinaia di migliaia di concorrenti, da 30 nazioni.
Nel corso della sua attività ha rappresentato e rappresenta alcune fra le più celebri supermodel internazionali come Cindy Crawford, Stephanie Seymour, Gisele Bündchen, Linda Evangelista, Helena Christensen, Cara Delevingne, Kendall Jenner, Adriana Lima, Tao Okamoto, Liu Wen, Magdalena Frackowiak, Josephine Skiver, Fei Fei Sun, Vittoria Ceretti, Greta Varlese e attraverso la sua divisione uomo Mark Vanderloo, Noah Mills, Alex Lundqvist, Tony Ward, Arthur Kulkov, Garrett Neff, Mark Cox, Benjamin Eidem, Tobias Sorensen, Florian Luger, Marlon Teixeira, Diego Fragoso, Richard Biedul, Tony Thornburg e Janis Ancens.

## Filiali internazionali
Il quartier generale della Elite si trova a Parigi, ma il network di model management vanta una serie di filiali in tutto il mondo, tra cui: Milano,  Barcellona, Madrid, Copenhagen, Amsterdam, Praga, Bratislava.
È stata la prima agenzia internazionale ad aprire una sede nel Far East (nel 2012 a Shanghai). Elite Asia oggi è presente con agenzie a Shanghai, Hong Kong e in Corea.
Nel 2013 ha rafforzato la propria presenza internazionale con l’apertura di una agenzia a New York, consolidando così la propria leadership come uno dei principali player nel model management mondiale.
Si appoggia anche ad una serie di agenzie licenziatarie come nel caso di Elite Thailand, Elite Chile, Elite Portugal ed ha stretto accordi commerciali con altre agenzie partners (ad esempio in Australia) per rafforzare la sua presenza in ogni parte del mondo.
Nel 2017 il famoso talent scout e agente di modelle Piero Piazzi viene nominato presidente di Elite Milano e coordinatore del business a livello mondiale.